# Papirus 27
Papirus 27 (według numeracji Gregory-Aland), oznaczany symbolem {\displaystyle {\mathfrak {P}}^{27}} – grecki rękopis Nowego Testamentu pisany na papirusie, w formie kodeksu. Paleograficznie datowany jest na III wiek. Zawiera fragment Listu do Rzymian.

## Opis
Zachowały się jedynie fragmenty kodeksu z tekstem Listu do Rzymian 8,12-22.24-27; 8,33-9,3.5-9. Tekst pisany jest uncjałą, 43 linijek na stronę. Grenfell i Hunt zauważyli, że charakter pisma jest bardzo bliski dla {\displaystyle {\mathfrak {P}}^{20}}. Niewykluczone, że zostały sporządzone przez tego samego skrybę.

## Tekst
Tekst grecki reprezentuje aleksandryjski typ tekstu (niezależny), Kurt Aland zaklasyfikował go do kategorii I. Tekst bliski jest Kodeksowi Synajskiemu i Kodeksowi Watykańskiemu.

## Historia
Rękopis odkryty został w Oksyrynchos przez Grenfella i Hunta, którzy opublikowali jego tekst w 1915 roku. Na liście rękopisów znalezionych w Oxyrhynchus znajduje się na pozycji 1355. Ernst von Dobschütz umieścił go na liście rękopisów Nowego Testamentu, w grupie papirusów, dając mu numer 27.
Obecnie przechowywany jest w bibliotece Cambridge University (Add. 7211).